# Calodia vicina
Calodia vicina är en insektsart som beskrevs av Nielson 1991. Calodia vicina ingår i släktet Calodia och familjen dvärgstritar. Inga underarter finns listade i Catalogue of Life.